# Arhitekturna fakulteta v Zagrebu
Arhitekturna fakulteta (tudi Fakulteta za arhitekturo; izvirno hrvaško Arhitektonski fakultet u Zagrebu), s sedežem v Zagrebu, je fakulteta, ki je članica Univerze v Zagrebu.